# ریتش باترا
ریتش باترا (انگلیسی: Ritesh Batra؛ زادهٔ ۱۲ ژوئن ۱۹۷۹) کارگردان فیلم اهل هند است.
وی همچنین برندهٔ جوایزی همچون جایزه فیلم‌فیر شده‌است.